# Nedda Francy
Nedda Francy (Buenos Aires, Argentina; 29 de noviembre de 1908 - Roma, Italia; 26 de enero de 1982) fue una actriz de cine, radio, teatro y televisión con una extensa trayectoria artística en Argentina. 

## Carrera
Actriz fetiche del director Arturo S. Mom, con quien estaba casada, se inició en teatro y trabajó en el cine mudo en La borrachera del tango (1928), de Edmo Cominetti. En los comienzos del sonoro protagonizó el clásico policial Monte criollo (1935), su mejor labor para el cine y junto a Luis Arata hizo Busco un marido para mi mujer (1958), ambas, dirigidas por su esposo. A pesar de su sugestiva apariencia al estilo hollywoodense (melena platinada a lo Jean Harlow, que hacía juego con el decorado art decó), no se convirtió en una estrella ni tampoco tuvo popularidad. En 1939 se radicó en Italia, donde filmó al lado de Vittorio De Sica. Regresó a la Argentina a fines de los ’40 e intervino en dos filmes de esa época. En 1955, tras protagonizar un corto ciclo por Canal 7 (Memorias de una actriz, escrito por Roberto Tálice), volvió a radicarse en Europa, esta vez por problemas políticos.
A su muerte, acaecida en Roma, Italia, el 26 de enero de 1982, dejó una importante fortuna con la que benefició a la Casa del Teatro.

## Filmografía
Actriz
- Las aventuras de Jack   (1949)
- Juan Moreira    (1948)
- Finisce sempre cosi    (1939) .... Elisabetta
- Busco un marido para mi mujer    (1938)
- Palermo    (1937)
- Una porteña optimista    (1937)
- Santos Vega    (1936)
- Monte criollo    (1935)
- El linyera    (1933)
- La vía de oro    (1931)
- La despedida del unitario    (1931)
- El drama del collar    (1930)
- Mosaico criollo    (1929)
- La borrachera del tango    (1928)